# Moëlan-sur-Mer
Moëlan-sur-Mer (en bretó Molan) és un municipi francès, situat a la regió de Bretanya, al departament de Finisterre. L'any 2006 tenia 1.489 habitants. El consell municipal ha aprovat la carta Ya d'ar brezhoneg.

## Demografia
| Evolució de la població |       |       |       |       |       |       |       |       |
| 1793                    | 1800  | 1806  | 1821  | 1831  | 1836  | 1841  | 1846  | 1851  |
| 3 103                   | 3 258 | 3 609 | 3 656 | 3 839 | 4 201 | 4 132 | 4 325 | 4 432 |

| 1856  | 1861  | 1866  | 1872  | 1876  | 1881  | 1886  | 1891  | 1896  |
| ----- | ----- | ----- | ----- | ----- | ----- | ----- | ----- | ----- |
| 4 370 | 4 360 | 4 595 | 4 653 | 4 963 | 5 213 | 5 410 | 5 481 | 5 726 |

| 1901  | 1906  | 1911  | 1921  | 1926  | 1931  | 1936  | 1946  | 1954  |
| ----- | ----- | ----- | ----- | ----- | ----- | ----- | ----- | ----- |
| 5 887 | 6 315 | 6 640 | 6 720 | 6 659 | 6 520 | 6 543 | 6 810 | 6 517 |

| 1962  | 1968  | 1975  | 1982  | 1990  | 1999  | 2006 | 2011 | 2016 |
| ----- | ----- | ----- | ----- | ----- | ----- | ---- | ---- | ---- |
| 6 653 | 6 276 | 6 297 | 6 501 | 6 596 | 6 592 | -    | -    | -    |

| 2019 | - | - | - | - | - | - | - | - |
| ---- | - | - | - | - | - | - | - | - |
| -    | - | - | - | - | - | - | - | - |

## Administració
| Període   | Identitat         | Partit |
| --------- | ----------------- | ------ |
| 1959-1983 | Louis Orvoën      | MRP    |
| 1983-1995 | Joseph Le Bourhis |        |
| 1995      | Maurice Hasson    |        |
| 1995-2001 | Remy Dubues       | PS     |
| 2001-2008 | Nicolas Morvan    | UMP    |
| 2008-     | René Haidon       | PS     |